# نظرية التعلم الاجتماعي

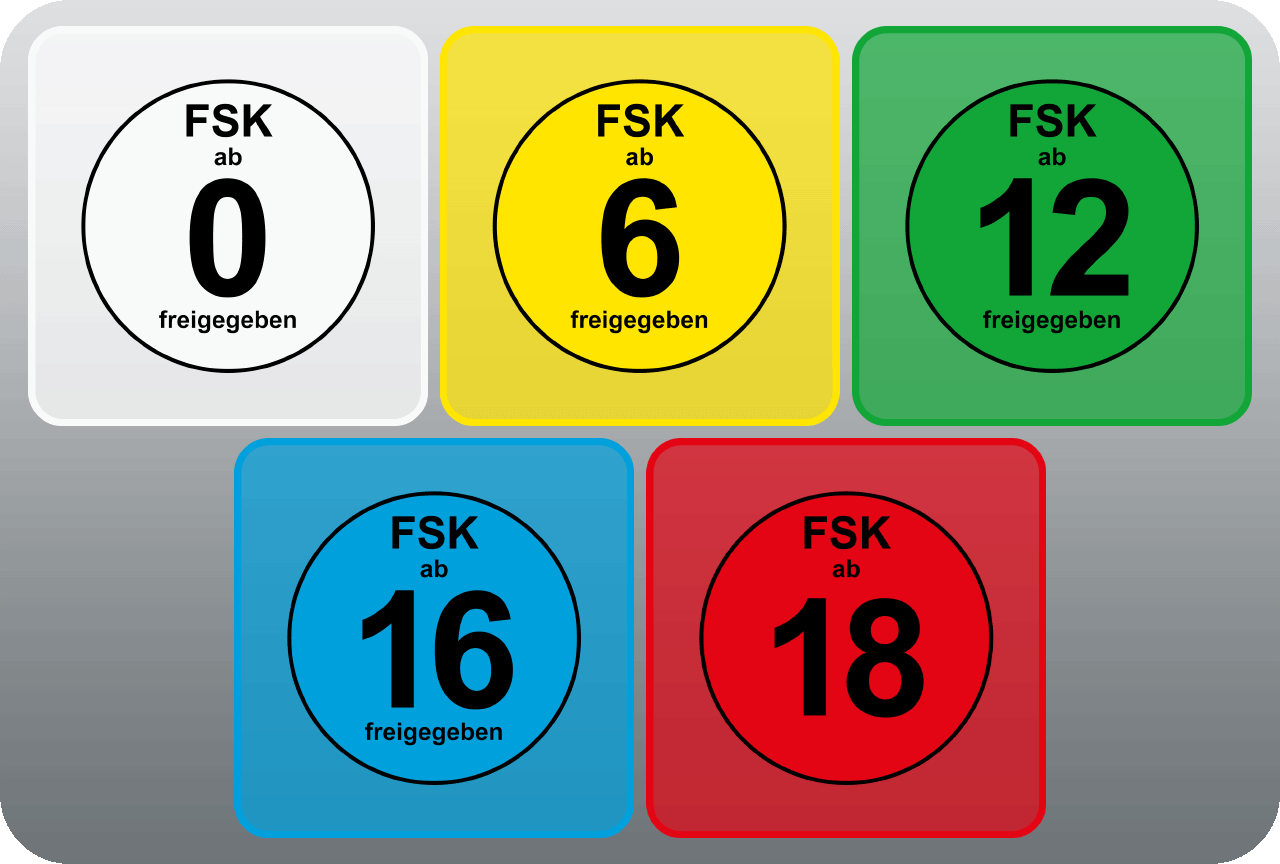

نظرية التعلم الاجتماعي (بالإنجليزية: Social Learning Theory)‏ هي نظرية تقول بأن الناس يتعلمون سلوكيات جديدة عن طريق التعزيز أو العقاب الصريحين، أو عن طريق التعلم بملاحظة المجتمع من حولهم. فحين يرى الناس نتائج إيجابية ومرغوبة للسلوك الذي يلاحظونه (من قبل غيرهم)، تزداد احتمالية تقليدهم، ومحاكاتهم، وتبنيهم لهذا السلوك.

## النظرية
أول من تحدث عن نظرية التعلم الاجتماعي هو جابريل تارد (1843-1904). رأى تارد أن التعلم الاجتماعي يحصل على أربعة مراحل:
1. الاحتكاك الشديد
2. تقليد المشرفين
3. فهم المبادئ
4. سلوك المثل الأسمى

كما يتكون التعلم الاجتماعي من ثلاثة أجزاء: الملاحظة، والتقليد، والتعزيز.
اقترح جوليان روتر، فقد في كتابه التعلم الاجتماعي وعلم النفس السريري (1954) أن تأثير السلوك يلعب دورا في دفع المرء إلى اتخاذ إجراء تجاه هذا السلوك، فالناس تنفر من النتائج السلبية، بينما ترغب الإيجابية.
فإن توقع المرء أن يعود سلوك معين بنتائج إيجابية، أو رأى احتمالية كبيرة في ذلك، تزداد قابلية مشاركتهم الآخرين في هذا السلوك. إن تعزيز السلوك بالنتائج الإيجابية يقود المرء إلى تكرار انتهاجه. ولذلك ترى نظرية التعلم الاجتماعي أن التأثير على السلوك لا ينحصر فقط بالعوامل النفسية، وإنما تلعب المحفزات والعوامل البيئية دورا في ذلك.
توسع ألبرت بندورا (1977) في فكرة روتر وأفكار من سبقوه، فنظريته تشمل التعلم السلوكي والإدراكي. يفترض التعلم السلوكي أن بيئة الشخص المحيطة تدفعه للتصرف بطريقة معينة. أما نظرية التعلم الإدراكي فتقول بأن العوامل النفسية مهمة في التأثير على سلوك المرء. أما نظرية التعلم الاجتماعي فتجمع بين العوامل البيئة والعوامل النفسية. يتطلب تعلم وتقليد سلوك معين ثلاثة أمور: التذكر (تذكر ما لاحظه الشخص)، الإنتاج (القدرة على القيام بسلوك معين)، والدافع (السبب الكافي الذي يرغبك في تبني سلوك معين).

## مكونات النظرية
1. القوة السلوكية
2. التوقع
3. قيمة التعزيز

```
الحالة النفسية
```

### القوةالسلوكية
وتعرف على أنها احتمالية المشاركة في سلوك معين في ظرف معين. أي ما هي احتمالية أن يتصرف الإنسان بطريقة معينة في ظرف من الظروف؟ يتوفر للإنسان عدة خيارات سلوكية عندما يوضع تحت ظرف من الظروف. لكل خيار من هذه السلوكيات طاقة كامنة تجعل الإنسان يخلص إلى تلك التي تحوى أكبر طاقة منها.

### التوقع
هي ما يتوقعه الإنسان من نتائج يحتمل أن يعود بها سلوك معين. السؤال المطروح هنا هو: ما هي احتمالية أن ينتج عن هذا السلوك نتائج إيجابية؟
تعتمد ثقة الإنسان في انتهاج سلوك معين على مقدار احتمالية ظهور نتائج إيجابية عنه، فإن كان هذا الاحتمال عاليا، زادت التوقعات بحصول التعزيز بناء على هذا السلوك. أما عن مصدر التنبؤ بحصول التعزيز، فهو خبرات الإنسان السابقة، ولهذا نراه يختلف من شخص لآخر لدرجة يفتقر بها أحيانا إلى المنطق.

### قيمة التعزيز
التعزيز هو الناتج الذي يعود به سلوك معين. أما قيمة التعزيز فتشير إلى مقدار رغبة الإنسان في هذه النتائج. فالأشياء التي نحبها، ونرغب فيها تحظى بقيمة تعزيز عالية،

### الحالة النفسية
يعتقد روتر أن الموقف ذاته قد يعني أشياء مختلفة لكل شخص، فالحالة النفسية أيضا تختلف من شخص لآخر، فتؤثر على سلوكهم.